# Gustav Schäfer (musicien)
Pour les articles homonymes, voir Gustav Schäfer et Schäfer.
Gustav Klaus Wolfgang Schäfer alias Gustav Schäfer, né le 8 septembre 1988 à Magdebourg en RDA, est un musicien allemand, actuellement batteur et percussionniste du groupe Tokio Hotel.

## Biographie
Gustav a grandi à Magdebourg avec ses parents et sa sœur aînée. Petit, il écoutait les CD de Pop/Rock que son père passait sur la stéréo familiale (Genesis, Eric Clapton, etc), et spontanément il marquait le rythme de la batterie avec ses mains. Ses parents ont vite remarqué qu’il avait un talent certain pour la rythmique et l’ont inscrit dans une école de musique où il a appris le maniement des percussions.
Cette passion précoce pour la batterie lui a permis d’évacuer toutes les frustrations qu’il connaissait dans le cadre de la scolarité. Gustav a depuis toujours souffert de sa petite taille. En effet au collège, il avait la taille d’un élève de CE2. Il a donc été victime des brimades et des humiliations de ses camarades de classe.
Dès l'âge de neuf ans, les jumeaux Bill Kaulitz et Tom Kaulitz commencent à donner de petits concerts dans les fêtes de village et d’école. Ils se produisent très souvent dans une salle de Magdebourg où les jeunes musiciens de la région viennent participer à de petits concours.
C'est en 2001, lors de l'une de ces représentations, que Gustav remarque le tandem voix-corde que forment alors les jumeaux Kaulitz, âgés de 12 ans. 
Il est le premier, lui, avec sa sensibilité, à avoir senti, dès sa première rencontre avec les jumeaux Kaulitz que quelque chose devait se passer entre eux.
« Quand j'ai aperçu Tom et Bill, jouant et chantant, j'ai tout de suite compris que mon avenir allait se jouer avec eux ».
Il est donc impressionné par la prestation des deux frères, mais choqué par le fait qu'ils n'aient qu'une simple boîte à rythmes en guise de batterie.
Il revient les voir le lendemain avec son ami Georg, un bassiste qui fréquente le même conservatoire que lui. Lors de la rencontre, le courant passe immédiatement et la décision est prise rapidement de constituer un groupe de pop rock. Ils baptisent ce groupe Devilish (Démoniaque). Le groupe signera un contrat en 2005 avec la maison de disques Universal Music. Il devient alors Tokio Hotel.
Tokio Hotel a une carrière sans pause de 2005 à 2010, puis le groupe prend une pause, durant laquelle Gustav Schäfer reste en Allemagne, puis revient en force en 2014. Le 3/6 octobre 2014, l'album Kings of Suburbia sort. Gustav Schäfer est un peu plus inclus dans la promo de cet album et de sa tournée que dans le passé.
Le 29 octobre 2018, Gustav annonce un nouvel évènement, l'atelier DRUMS 'N' BBQ. Il a pour but de prendre des cours de batterie, de cuisine, de poser des questions, etc.

## Vie privée
Le 28 novembre 2010, Bill Kaulitz et Tom Kaulitz déménagent à Los Angeles, alors que Gustav Schäfer et Georg Listing restent en Allemagne, dans le but de préparer le prochain album du groupe sorti en octobre 2014.
Le 8 décembre 2014, le groupe annonce officiellement le mariage de Gustav qui a eu lieu le 29 décembre 2014.
Le 14 février 2016, Gustav indique que sa femme Linda est enceinte. Le 24 mai 2016, il annonce la naissance de son premier enfant, une fille.

## Style et image
Ses goûts musicaux s'orientent vers le metal. Ses groupes préférés sont Metallica, Foo Fighters, Slipknot, System of a Down, Nickelback, Behemoth, Cannibal Corpse et Meshuggah.
Gustav possède actuellement 5 tatouages :
Le premier représente deux ailes d'ange dans le dos, celles-ci entourant une épée ornée de deux branches de laurier. Selon lui, les ailes représentent la liberté. L'épée est pour toutes les mauvaises choses qui lui sont arrivées - ou peut-être que cela arrivera à l'avenir. Le laurier représente la force, le courage, toutes les bonnes choses et les réalisations positives : le bonheur avec le groupe et leur famille par exemple.
Le deuxième est une étoile filante présente sur l'intérieur de son avant-bras droit, celui-ci a été réalisé lors d'une tournée aux États-Unis.
Le troisième a été fait en 2009 sur son mollet droit, ce sont les paroles de la chanson Hurt de Johnny Cash.
Le quatrième est présent sur sa jambe droite et a été réalisé en 2011. Il représente des formes rectangulaires avec des crânes à l'intérieur. Et pour finir son cinquième tatouage et donc le plus récent est celui qu'il possède sur le haut de son bras droit. Jusqu'à présent, il n'y a pas d'image claire de ce qu'il peut être ou d'une déclaration à ce sujet.

## Faits divers
En 2008 dans la ville de Magdebourg, Gustav est victime d'un accident de voiture après avoir percuté un tramway venant en sens inverse.
Le 15 juillet 2009, Gustav s'est fait agresser dans une boîte de nuit allemande. En conséquence, 36 points de suture ont été imposés sur son crâne.

## DVD et albums live
- 2005 : Leb' die Sekunde - Behind the scenes
- 2006 : Schrei live
- 2007 : Zimmer 483 - Live in Europe (DVD + Album live)
- 2008 : Tokio Hotel TV - Caught in camera
- 2009 : Humanoid City Live (DVD + Album live)

## Film documentaire
- 2018 : Hinter Die Welt : de Oliver Schwabe